# Olympische Sommerspiele 1960/Leichtathletik – Diskuswurf (Männer)
Der Diskuswurf der Männer bei den Olympischen Spielen 1960 in Rom wurde am 6. und 7. September 1960 im Stadio Olimpico ausgetragen. 35 Athleten nahmen teil.
Die US-Mannschaft konnte einen dreifachen Erfolg feiern. Al Oerter gewann vor Rink Babka. Bronze ging an Dick Cochran.
Es gingen drei Deutsche an den Start. Von ihnen konnte sich Fritz Kühl nicht für das Finale qualifizieren. Lothar Milde und Manfred Grieser erreichten den Endkampf. Milde belegte dort Platz zwölf, Grieser Rang sechzehn. Athleten aus Österreich, der Schweiz und Liechtenstein nahmen nicht teil.

## Rekorde

### Bestehende Rekorde

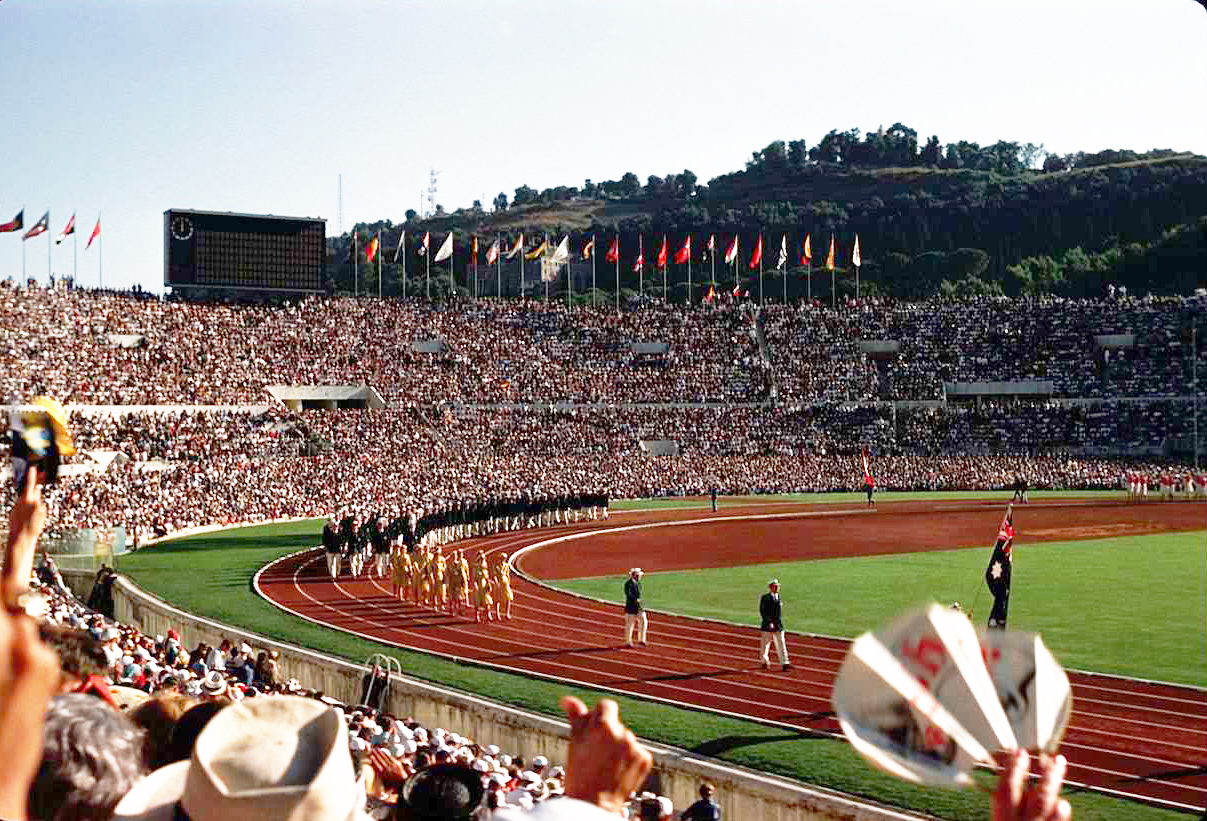
Das Olympiastadion während der Eröffnungsfeier

| Weltrekord         | 59,91 m | Edmund Piątkowski ( Polen) | Warschau, Polen                 | 14. Juni 1959     |
| Weltrekord         | 59,91 m | Rink Babka ( USA)          | Walnut, USA                     | 14. Juni 1959     |
| Olympischer Rekord | 56,36 m | Al Oerter ( USA)           | Finale OS Melbourne, Australien | 27. November 1956 |

### Rekordverbesserungen
Der US-amerikanischen Olympiasieger Al Oerter verbesserte seinen eigenen olympischen Rekord zweimal:
- 58,43 m – Qualifikation am 6. September, zweiter Durchgang
- 59,18 m – Finale am 7. September, fünfter Durchgang

## Durchführung des Wettbewerbs
35 Athleten traten am 6. September zu einer Qualifikationsrunde an, die in zwei Gruppen ausgetragen wurde. Die geforderte Qualifikationsweite war mit 52,00 m wohl zu niedrig angesetzt. Sie wurde von 22 Werfern – hellblau unterlegt – übertroffen, womit das Finalfeld, für das eine Mindestzahl von zwölf Wettbewerbern vorgesehen ist, zu groß wurde. Für alle qualifizierten Teilnehmer fand am 7. September das Finale statt. Dort standen jedem Teilnehmer zunächst drei Versuche zu. Die besten sechs Athleten konnten dann drei weitere Würfe absolvieren.

## Zeitplan
6. September, 9:00 Uhr: Qualifikation

7. September, 15:00 Uhr: Finale

## Qualifikation
Datum: 6. September 1960, ab 9:00 Uhr

## Legende
Kurze Übersicht zur Bedeutung der Symbolik – so üblicherweise auch in sonstigen Veröffentlichungen verwendet:
| – | verzichtet |
| x | ungültig   |

Die Bestweiten sind fett gedruckt. Bei gleicher Weite entschied das zweitbeste Resultat über die Platzierung.

### Gruppe A

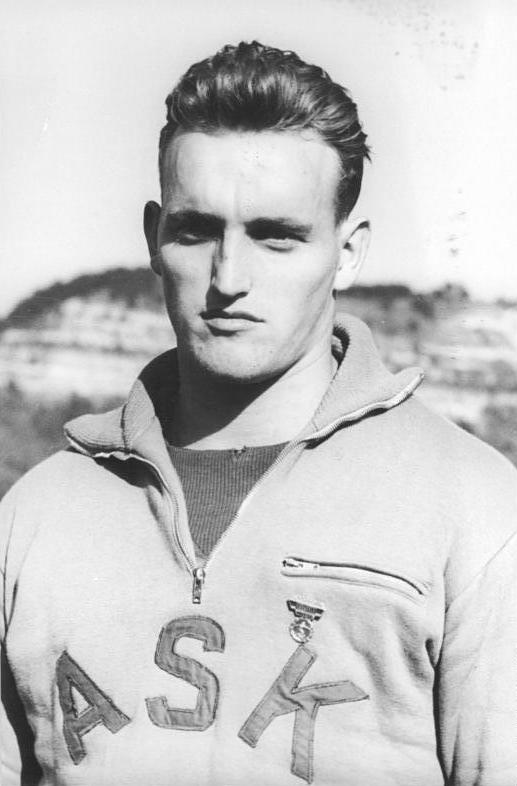
Fritz Kühl – ausgeschieden mit 50,40 m

| Platz | Name                        | Nation                | 1. Versuch | 2. Versuch | 3. Versuch | Resultat |
| ----- | --------------------------- | --------------------- | ---------- | ---------- | ---------- | -------- |
| 1     | Rink Babka                  | USA                   | 54,48 m    | –          | –          | 54,48 m  |
| 2     | Dick Cochran                | USA                   | 53,79 m    | –          | –          | 53,79 m  |
| 3     | Ferenc Klics                | Ungarn                | 53,34 m    | –          | –          | 53,34 m  |
| 4     | Stein Haugen                | Norwegen              | 52,75 m    | –          | –          | 52,75 m  |
| 5     | Wiktor Kompanijez           | Sowjetunion           | 50,67 m    | 52,66 m    | –          | 52,66 m  |
| 6     | Antonios Kounadis           | Griechenland          | 52,49 m    | –          | –          | 52,49 m  |
| 7     | Warwick Selvey              | Australien            | 52,07 m    | –          | –          | 52,07 m  |
| 8     | Stephanus du Plessis        | Südafrikanische Union | x          | 49,84 m    | 51,86 m    | 51,86 m  |
| 9     | Carol Lindroos              | Finnland              | x          | 51,07 m    | x          | 51,07 m  |
| 10    | Pierre Alard                | Frankreich            | 51,02 m    | 48,89 m    | 50,32 m    | 51,02 m  |
| 11    | Erik Uddebom                | Schweden              | 50,04 m    | 50,87 m    | 50,83 m    | 50,87 m  |
| 12    | Les Mills                   | Neuseeland            | 49,69 m    | 50,76 m    | 44,75 m    | 50,76 m  |
| 13    | Fritz Kühl                  | Deutschland           | x          | 50,40 m    | x          | 50,40 m  |
| 14    | Haider Khan                 | Pakistan              | 45,75 m    | 46,57 m    | 41,57 m    | 46,57 m  |
| 15    | Nayef Mohamed Hameed        | Irak                  | 38,13 m    | 38,50 m    | 39,37 m    | 39,37 m  |
| NM    | Miguel de la Quadra-Salcedo | Spanien               | x          | x          | x          | ogV      |
| DNS   | Herbert Egermann            | Österreich            |            |            |            |          |
| DNS   | Gideon Ariel                | Israel                |            |            |            |          |
| DNS   | Salem El-Jisr               | Libanon               |            |            |            |          |

### Gruppe B
| Platz | Name                | Nation           | 1. Versuch | 2. Versuch | 3. Versuch | Resultat | Anmerkung |
| ----- | ------------------- | ---------------- | ---------- | ---------- | ---------- | -------- | --------- |
| 1     | Al Oerter           | USA              | 46,33 m    | 58,43 m    | –          | 58,43 m  | OR        |
| 2     | József Szécsényi    | Ungarn           | 55,52 m    | –          | –          | 55,52 m  |           |
| 3     | Pentti Repo         | Finnland         | 54,84 m    | –          | –          | 54,84 m  |           |
| 4     | Edmund Piątkowski   | Polen            | 54,41 m    | –          | –          | 54,41 m  |           |
| 5     | Wladimir Trussenjow | Sowjetunion      | 54,31 m    | –          | –          | 54,31 m  |           |
| 6     | Cornelis Koch       | Niederlande      | 53,48 m    | –          | –          | 53,48 m  |           |
| 7     | Zdeněk Čihák        | Tschechoslowakei | 49,79 m    | 51,83 m    | 53,42 m    | 53,42 m  |           |
| 8     | Todor Artarski      | Bulgarien        | x          | 53,33 m    | –          | 53,33 m  |           |
| 9     | Kim Buchanzow       | Sowjetunion      | 53,08 m    | –          | –          | 53,08 m  |           |
| 10    | Lothar Milde        | Deutschland      | 53,04 m    | –          | –          | 53,04 m  |           |
| 11    | Zenon Begier        | Polen            | 53,03 m    | –          | –          | 53,03 m  |           |
| 12    | Carmelo Rado        | Italien          | 52,98 m    | –          | –          | 52,98 m  |           |
| 13    | Zdeněk Němec        | Tschechoslowakei | 52,68 m    | –          | –          | 52,68 m  |           |
| 14    | Adolfo Consolini    | Italien          | 52,38 m    | –          | –          | 52,38 m  |           |
| 15    | Manfred Grieser     | Deutschland      | 50,22 m    | 52,20 m    | –          | 52,20 m  |           |
| 16    | Östen Edlund        | Schweden         | 51,76 m    | 49,15 m    | 49,70 m    | 51,76 m  |           |
| 17    | Franco Grossi       | Italien          | 48,76 m    | 48,64 m    | 50,43 m    | 50,43 m  |           |
| 18    | Mike Lindsay        | Großbritannien   | 49,07 m    | x          | 50,15 m    | 50,15 m  |           |
| 19    | Mesulame Rakuro     | Fidschi          | 44,73 m    | 47,06 m    | 47,18 m    | 47,18 m  |           |

## Finale
Datum: 7. September 1960, 15:00 Uhr
| Platz | Name                | Nation           | 1. Versuch | 2. Versuch | 3. Versuch | 4. Versuch                              | 5. Versuch                              | 6. Versuch                              | Endresultat | Anmerkung |
| ----- | ------------------- | ---------------- | ---------- | ---------- | ---------- | --------------------------------------- | --------------------------------------- | --------------------------------------- | ----------- | --------- |
| 1     | Al Oerter           | USA              | 57,64 m    | 56,73 m    | 56,53 m    | 56,73 m                                 | 59,18 m                                 | 57,19 m                                 | 59,18 m     | OR        |
| 2     | Rink Babka          | USA              | 58,02 m    | 55,33 m    | 56,14 m    | 54,93 m                                 | 57,52 m                                 | 57,41 m                                 | 58,02 m     |           |
| 3     | Dick Cochran        | USA              | x          | 54,75 m    | 48,71 m    | 54,51 m                                 | 57,16 m                                 | 54,49 m                                 | 57,16 m     |           |
| 4     | József Szécsényi    | Ungarn           | 54,58 m    | x          | 54,86 m    | 55,22 m                                 | 55,79 m                                 | 55,61 m                                 | 55,79 m     |           |
| 5     | Edmund Piątkowski   | Polen            | 54,06 m    | 51,52 m    | 54,29 m    | x                                       | 55,12 m                                 | x                                       | 55,12 m     |           |
| 6     | Wiktor Kompanijez   | Sowjetunion      | 55,06 m    | 53,38 m    | x          | 53,52 m                                 | x                                       | 51,08 m                                 | 55,06 m     |           |
|       |                     |                  |            |            |            |                                         |                                         |                                         |             |           |
| 7     | Carmelo Rado        | Italien          | 51,10 m    | 52,65 m    | 54,00 m    | nicht im Finale der besten sechs Werfer | nicht im Finale der besten sechs Werfer | nicht im Finale der besten sechs Werfer | 54,00 m     |           |
| 8     | Kim Buchanzow       | Sowjetunion      | 48,32 m    | 52,59 m    | 53,61 m    | nicht im Finale der besten sechs Werfer | nicht im Finale der besten sechs Werfer | nicht im Finale der besten sechs Werfer | 53,61 m     |           |
| 9     | Pentti Repo         | Finnland         | 53,44 m    | 52,81 m    | 51,08 m    | nicht im Finale der besten sechs Werfer | nicht im Finale der besten sechs Werfer | nicht im Finale der besten sechs Werfer | 53,44 m     |           |
| 10    | Ferenc Klics        | Ungarn           | 50,10 m    | 51,61 m    | 53,37 m    | nicht im Finale der besten sechs Werfer | nicht im Finale der besten sechs Werfer | nicht im Finale der besten sechs Werfer | 53,37 m     |           |
| 11    | Stein Haugen        | Norwegen         | x          | x          | 53,36 m    | nicht im Finale der besten sechs Werfer | nicht im Finale der besten sechs Werfer | nicht im Finale der besten sechs Werfer | 53,36 m     |           |
| 12    | Lothar Milde        | Deutschland      | 52,22 m    | 51,26 m    | 53,33 m    | nicht im Finale der besten sechs Werfer | nicht im Finale der besten sechs Werfer | nicht im Finale der besten sechs Werfer | 53,33 m     |           |
| 13    | Zdeněk Čihák        | Tschechoslowakei | 52,75 m    | 53,29 m    | 51,51 m    | nicht im Finale der besten sechs Werfer | nicht im Finale der besten sechs Werfer | nicht im Finale der besten sechs Werfer | 53,29 m     |           |
| 14    | Zenon Begier        | Polen            | 51,67 m    | 50,93 m    | 53,18 m    | nicht im Finale der besten sechs Werfer | nicht im Finale der besten sechs Werfer | nicht im Finale der besten sechs Werfer | 53,18 m     |           |
| 15    | Wladimir Trussenjow | Sowjetunion      | 52,16 m    | 51,98 m    | 52,93 m    | nicht im Finale der besten sechs Werfer | nicht im Finale der besten sechs Werfer | nicht im Finale der besten sechs Werfer | 52,93 m     |           |
| 16    | Manfred Grieser     | Deutschland      | 52,17 m    | 52,11 m    | 52,69 m    | nicht im Finale der besten sechs Werfer | nicht im Finale der besten sechs Werfer | nicht im Finale der besten sechs Werfer | 52,69 m     |           |
| 17    | Adolfo Consolini    | Italien          | 50,84 m    | 52,44 m    | 51,08 m    | nicht im Finale der besten sechs Werfer | nicht im Finale der besten sechs Werfer | nicht im Finale der besten sechs Werfer | 52,44 m     |           |
| 18    | Antonios Kounadis   | Griechenland     | 52,42 m    | x          | 50,56 m    | nicht im Finale der besten sechs Werfer | nicht im Finale der besten sechs Werfer | nicht im Finale der besten sechs Werfer | 52,42 m     |           |
| 19    | Zdeněk Němec        | Tschechoslowakei | 52,05 m    | 49,44 m    | 52,14 m    | nicht im Finale der besten sechs Werfer | nicht im Finale der besten sechs Werfer | nicht im Finale der besten sechs Werfer | 52,14 m     |           |
| 20    | Todor Artarski      | Bulgarien        | 49,14 m    | 52,12 m    | x          | nicht im Finale der besten sechs Werfer | nicht im Finale der besten sechs Werfer | nicht im Finale der besten sechs Werfer | 52,12 m     |           |
| 21    | Warwick Selvey      | Australien       | x          | 49,34 m    | x          | nicht im Finale der besten sechs Werfer | nicht im Finale der besten sechs Werfer | nicht im Finale der besten sechs Werfer | 49,34 m     |           |
| 22    | Cornelis Koch       | Niederlande      | x          | 49,21 m    | x          | nicht im Finale der besten sechs Werfer | nicht im Finale der besten sechs Werfer | nicht im Finale der besten sechs Werfer | 49,21 m     |           |

22 Teilnehmer hatten die Qualifikationsweite geschafft. Als Favoriten galten die US-Werfer Rink Babka, der im August den Weltrekord des Polen Edmund Piątkowski eingestellt hatte, und Al Oerter, der Olympiasieger von 1956. Piątkowski hatte nicht mehr ganz die Form des Vorjahres, als ihm der Weltrekordwurf gelungen war.
In der Qualifikation war Oerter der stärkste Werfer, als er fast vier Meter weiter warf als sein Konkurrent Babka und dabei seinen eigenen olympischen Rekord verbesserte. Aber Babka ließ sich nicht schocken. Im Finale übernahm er gleich mit dem ersten Versuch die Führung und blieb nur 41 Zentimeter unter Oerters olympischem Rekord. Oerter lag bis Durchgang fünf auf dem zweiten Platz. Dann gelang Oerter eine weitere Verbesserung seines Olympiarekords. Das brachte ihm seine zweite Goldmedaille nach 1956. Ebenfalls im fünften Versuch konnte sich der dritte US-Amerikaner Dick Cochran noch auf Rang drei verbessern. Der zweite Weltrekordler Piątkowski wurde hinter dem Ungarn József Szécsényi Fünfter.
Im vierzehnten olympischen Finale gelang Oerter der zehnte US-Sieg. Es war der dritte US-Erfolg in Folge. Gleichzeitig war es der dritte US-Dreifacherfolg, der zweite in Folge.

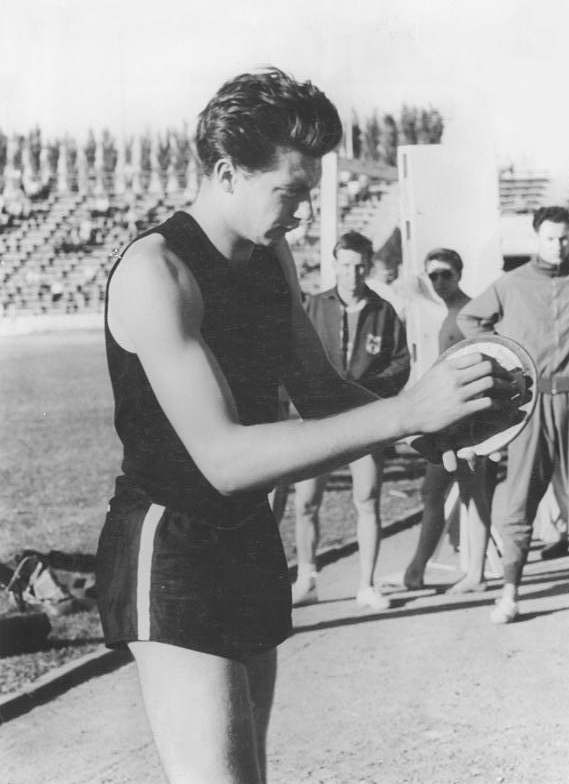
Lothar Milde kam auf den zwölften Platz
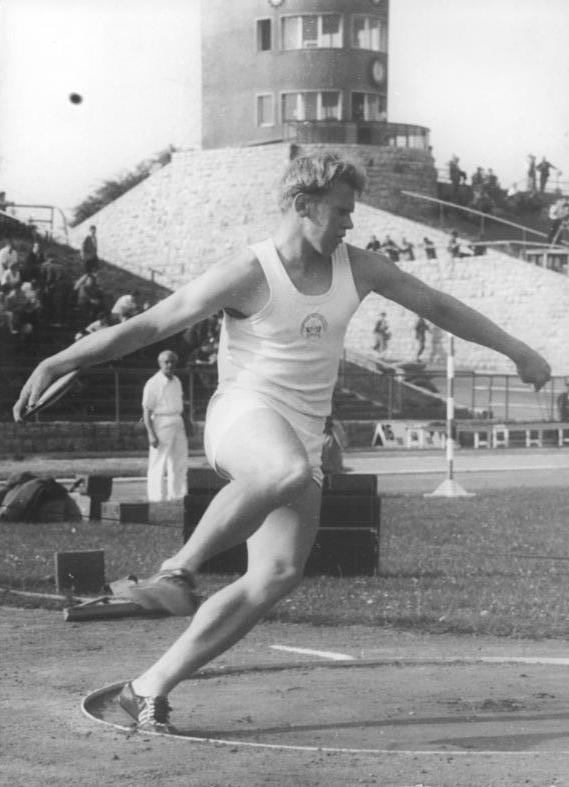
Manfred Grieser erreichte Platz sechzehn
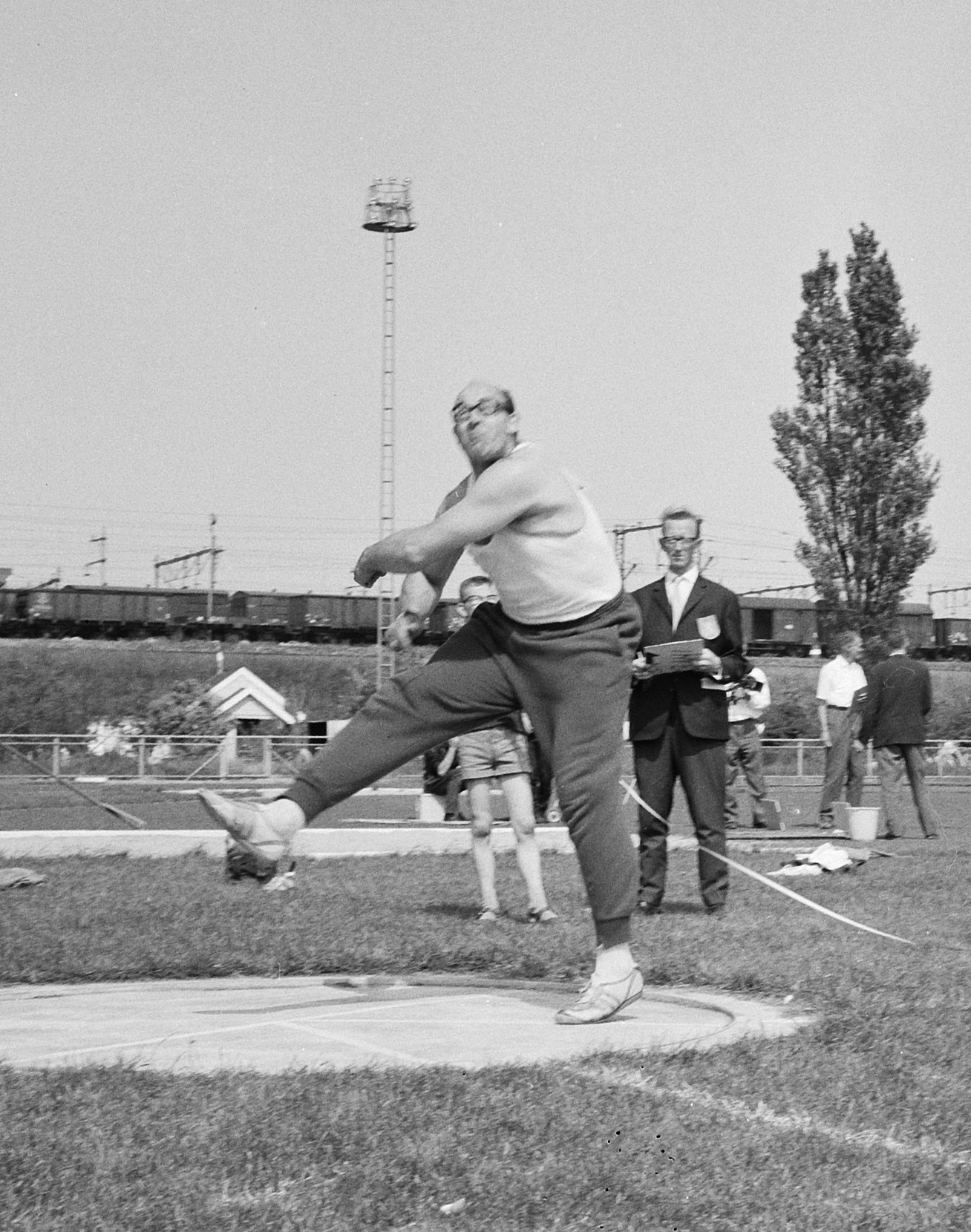
Rang 22 für Cornelis Koch

## Videolinks
- Final discus men1960 Olympics Rome, youtube.com, abgerufen am 30. August 2021
- Al Oerter: triunfo en Roma 60, youtube.com, abgerufen am 19. Oktober 2017
- Al Oerter - 4 time Olympic Gold Medalist in the Discus, youtube.com, abgerufen am 19. Oktober 2017